# Coccidencyrtus
Coccidencyrtus är ett släkte av steklar. Coccidencyrtus ingår i familjen sköldlussteklar.

## Dottertaxa tillCoccidencyrtus, i alfabetisk ordning[1]
- Coccidencyrtus albiflagellum
- Coccidencyrtus annulipes
- Coccidencyrtus artemisiae
- Coccidencyrtus auricornis
- Coccidencyrtus australis
- Coccidencyrtus bicolor
- Coccidencyrtus blanchardi
- Coccidencyrtus clavatus
- Coccidencyrtus denieri
- Coccidencyrtus duplachionaspidis
- Coccidencyrtus dynaspidioti
- Coccidencyrtus ensifer
- Coccidencyrtus grioti
- Coccidencyrtus infuscatus
- Coccidencyrtus lepidosaphidis
- Coccidencyrtus longicaudatus
- Coccidencyrtus maculicornis
- Coccidencyrtus malloi
- Coccidencyrtus mandibularis
- Coccidencyrtus maritimus
- Coccidencyrtus obesus
- Coccidencyrtus ochraceipes
- Coccidencyrtus pinicola
- Coccidencyrtus plectroniae
- Coccidencyrtus punctatus
- Coccidencyrtus schizotargioniae
- Coccidencyrtus secundus
- Coccidencyrtus shafeei
- Coccidencyrtus steinbergi
- Coccidencyrtus wallacei